# Liste der FFH-Gebiete im Landkreis Kronach
Die Liste der FFH-Gebiete im Landkreis Kronach zeigt die FFH-Gebiete des oberfränkischen Landkreises Kronach in Bayern.
Teilweise überschneiden sie sich mit bestehenden Natur-, Landschaftsschutz- und EU-Vogelschutzgebieten.
Im Landkreis befinden sich insgesamt zehn zum Teil mit anderen Landkreisen überlappende FFH-Gebiete.